# Bonnie Tinker
Bonnie Jeanne Tinker (Boone, 26 de maio de 1948 – Blacksburg, 2 de julho de 2009) foi uma ativista norte-americana, fundadora da Love Makes a Family, que defendia famílias LGBTQIA+. Ela também foi presidente da Coalizão Nacional Contra a Violência Doméstica e diretora fundadora do Bradley Angle, um programa de abrigo de emergência em Portland, Oregon.

## Primeiros anos e educação
Tinker nasceu em Boone, Iowa, uma dos sete filhos de Leonard Edward Tinker e Lorena Jeanne McGregor Tinker. Seus pais eram ativos nos movimentos pelos direitos civis e pela paz. A família Tinker foi a autora no caso Tinker v. Des Moines Independent Community School District, um caso da Suprema Corte dos Estados Unidos sobre o direito dos alunos do ensino secundário de protestar. Em 1963, ela ganhou um concurso de redação patrocinado pela NAACP. Ela frequentou o Grinnell College como formada em teatro na turma de 1969, mas se recusou a fazer os exames necessários para se formar. Ela também estudou no México. Mais tarde, ela estudou fotografia e jornalismo no Portland Community College.

## Carreira e ativismo LGBT
Durante a faculdade, Tinker trabalhou para o Michigan Migrant Opportunity, um programa federal de combate à pobreza. Depois da faculdade, ela foi membro do Red Emma Collective em Portland, Oregon, e ajudou a estabelecer uma clínica feminina e um abrigo para mulheres Quaker. De 1975 a 1979, ela atuou como diretora fundadora da Bradley-Angle House, outro abrigo para mulheres. Ela foi uma das primeiras líderes da Coalizão Nacional Contra a Violência Doméstica. Ela morava na Fazenda da OMS em Estacada, um projeto de terras para mulheres. Ela era o contato de Portland para o McKenzie River Gathering e trabalhou para a Volunteers of America em meados da década de 1980. De 1987 a 1992, ela foi fotógrafa freelance. Em 1998, ela se juntou à mãe em El Salvador e na Nicarágua para fazer trabalho de socorro pós-furacão.
Tinker fez um documentário sobre famílias LGBTQ, Love Makes a Family (1992). Ela apresentou o programa de rádio "Love Makes a Family", e foi fundadora e diretora da organização de mesmo nome. Em 1995, ela participou da Conferência Mundial sobre Mulheres em Pequim. Ela deu workshops Quaker sobre mudança não violenta, sob o título "Abrindo Corações e Mentes". "Se você não quer estar atacando e defendendo o tempo todo", ela explicou em uma entrevista de 1995, "você tem que começar não atacando." Em 1996, ela e Pamela Pegg fizeram uma exposição para a Feira Estadual de Oregon a partir de sua coleção de pins, recortes, fotografias e pôsteres do ativismo LGBTQ; a exposição foi movida depois que seu conteúdo levantou preocupações. Ela protestou contra a Guerra do Iraque com Vovós Muito Irritadas e foi presa várias vezes ao longo dos anos por suas atividades políticas não violentas. "Se houvesse uma manifestação e algo que a fizesse ser presa, ela estava lá", lembrou um colega ativista. "Bonnie nunca conheceu uma linha lateral para sentar."

## Vida pessoal e legado
Tinker e sua parceira Sharon Keeler adotaram uma filha, Connie. Tinker se casou com sua parceira de longa data Sara Graham em 2004, durante uma breve janela de casamento legalizado entre pessoas do mesmo sexo naquele ano no Oregon. Tinker e Graham criaram seus filhos Josh e Alex juntos. Sua família foi destaque em um segmento de 2001 do 20/20 da ABC sobre pais gays e lésbicas. Tinker morreu em um acidente de trânsito em 2009, aos 61 anos, enquanto andava de bicicleta em Blacksburg, Virgínia. A organização Love Makes a Family também terminou em 2009. Há uma grande coleção de seus papéis, gravações e fotografias na Biblioteca de Pesquisa da Sociedade Histórica do Oregon. O Abrigo de Emergência Bonnie Tinker em Portland é nomeado em sua memória. Em 2013, ela recebeu postumamente o título de Doutora em Direito pelo Grinnell College.